# Uczeń zegarmistrza
Uczeń zegarmistrza – czesko-słowacka baśń filmowa z 2019 roku.

## Treść
Urban, po śmierci matki, uczy się zawodu u zegarmistrza. Gdy młodzieniec dorasta, zegarmistrz proponuje mu małżeństwo z jego córką. Młodzi z radością myślą o ślubie.  Nie wiedzą jednak, że zegarmistrz ma ukryty cel.

## Obsada[1]
- Michal Balcar	- Urban
- Dana Droppová	- Laura, córka zegarmistrza
- Jana Plodková -	Lichoradka
- Viktor Preiss	- Zegarmistrz
- Václav Neužil	- Rodovoj
- Jaroslav Plesl - Rodovít
- Pavlína Štorková	- Živa
- Jakub Žáček - właściciel panoptykonu
- Jiří Vyorálek - człowiek-zwierzę
- Miroslav Krobot - oberżysta
- Éva Bandor - żona zegarmistrza